# Association sportive Tiga Sport
Actualités
L'Association Sportive Tiga Sport, plus courammant abrégé en AS Tiga Sport ou tout simplement en Tiga Sport, est un club néo-calédonien de football fondé en 1965 et basé à Nouméa, la capitale.

## Histoire
Le club est créé en 1965 et depuis 2012, fait partie des fondateurs de la Super Ligue, le championnat de première division de Nouvelle-Calédonie.
Au cours de la saison 2020, Tiga Sport est devenu champion pour la première fois de son histoire et réussi à accéder à la Ligue des champions de l'OFC pour la première fois de son histoire en 2021.

## Palmarès
| Compétitions nationales                                              |
| -------------------------------------------------------------------- |
| - Championnat de Nouvelle-Calédonie (2) : - Champion : 2020 et 2022. |